# Метинген (Северна Рајна-Вестфалија)
Метинген (њем. Mettingen) град је у њемачкој савезној држави Северна Рајна-Вестфалија. Једно је од 24 општинска средишта округа Штајнфурт. Према процјени из 2010. у граду је живјело 12.207 становника. Посједује регионалну шифру (AGS) 5566056, NUTS (DEA37) и LOCODE (DE MTT) код.

## Географски и демографски подаци
Метинген се налази у савезној држави Северна Рајна-Вестфалија у округу Штајнфурт. Град се налази на надморској висини од 74 метра. Површина општине износи 40,6 km². У самом граду је, према процјени из 2010. године, живјело 12.207 становника. Просјечна густина становништва износи 301 становника/km².

## Међународна сарадња
| Мјесто | Држава    | Врста сарадње | Од    |
| ------ | --------- | ------------- | ----- |
| Ралте  | Холандија | партнерство   | 1978. |
| Извор  |           |               |       |